# Operación Najshón
La Operación Najshón (en hebreo: מבצע נחשון‎, transliteración: Mivtzá Najshón) fue una operación militar judía durante la guerra civil durante el Mandato de Palestina. Se realizó entre el 5 y el 20 de abril de 1948; su objetivo era romper el cerco de Jerusalén abriendo la carretera de Tel Aviv-Jerusalén, bloqueada por árabes palestinos, para suministrar alimentos y armas a la comunidad judía aislada de Jerusalén.
Najshón fue la primera gran operación de la Haganá y el primer paso del plan Dalet. El plan era un conjunto de directrices para tomar el control del territorio asignado a los colonos judíos residentes en Palestina, según el Plan de Partición de la ONU de 1947, defender el territorio asignado al nuevo estado, defender sus fronteras, y defender a la población de colonos judíos residentes en Palestina, en previsión de la invasión de los ejércitos árabes regulares. De acuerdo con el israelí Yehoshafat Harkabi, el Plan Dalet llamaba a la conquista de los pueblos y las aldeas árabes dentro y a lo largo de las fronteras de la zona asignada al Estado judío propuesto, de conformidad con el Plan de Partición de la ONU. Según el plan israelí, en caso de ofrecer cualquier tipo de resistencia, los árabes de los pueblos conquistados debían de ser expulsados fuera de las fronteras del futuro Estado judío. Si no se encontraba ninguna resistencia, los residentes árabes podían elegir quedarse y vivir bajo el gobierno de ocupación militar israelí. La Operación Najshón se llevó a cabo por la brigada Guivati de la Haganá y la brigada Harel del Palmaj.

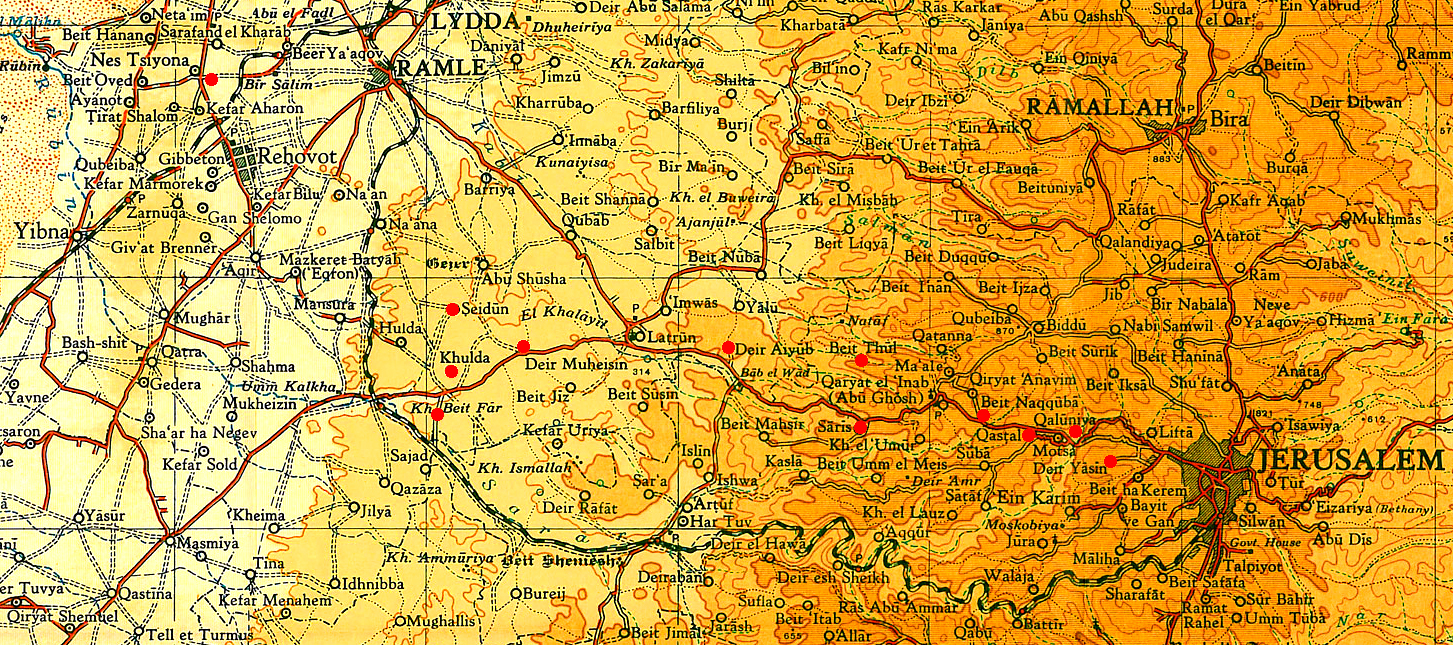
Pueblos capturados durante la Operación Najshón.

## Antecedentes
A finales de marzo de 1948, las tropas de Abdelkader al-Husayni impedían que los convoyes de suministros llegaran a Jerusalén. La ciudad fue sitiada y la población judía se vio obligada a adherirse a un sistema de racionamiento. El 31 de marzo, un convoy judío de 60 vehículos fue emboscado en Hulda y obligado a dar marcha atrás, con la pérdida de cinco vehículos y 17 muertos. El líder del Yishuv, David Ben-Gurión, decidió lanzar la operación Najshón con el fin de romper el cerco de la ciudad y proporcionar suministros a los residentes judíos. A pesar de que inicialmente la intención de la operación era ser un movimiento independiente, Najshón resultó ser más tarde la primera operación en la aplicación del Plan Dalet.

## La operación
La operación fue nombrada después en honor a la figura bíblica de Najshón ben Amminadab, quien fue el primero en ingresar al mar Rojo, cuando los hebreos escaparon de la esclavitud en Egipto. La operación fue comandada por Shimon Avidan.
Las primeras órdenes fueron dadas el 2 de abril de 1948. Un telégrafo confirmó el inicio de la operación, que fue lanzada el 5 de abril, a partir esa misma noche. Duró hasta el 20 de abril. 1.500 hombres de las brigadas Guivati y Harel se hicieron con el control de la carretera a Jerusalén, y permitieron que tres o cuatro convoyes llegaran a la ciudad.
La operación fue un éxito militar. Todos los pueblos árabes que bloqueaban la ruta fueron bien ocupados o destruidos, y las fuerzas judías resultaron victoriosas de todos los combates. Sin embargo, no se lograron todos los objetivos de la operación, ya que sólo 1.800 toneladas de las 3.000 previstas fueron transportados a la ciudad, y dos meses de racionamiento severo tuvieron que ser asumidos.
Abdelkader al-Husayni murió en combate durante la noche del 7 al 8 de abril, en medio de las batallas que tenían lugar en Al-Qastal. La pérdida del carismático líder árabe palestino «perturbó la estrategia árabe y su organización en el área de Jerusalén». Su sucesor, Emil Ghuri, cambió las tácticas: en lugar de provocar una serie de emboscadas a lo largo de la ruta, mantuvo un enorme bloqueo de la carretera erigido en Bab-el-Oued, y Jerusalén fue una vez más aislada como consecuencia.
Durante la operación Najshón, la Haganá quería atacar la aldea estratégica de Abu Gosh, pero esta idea fue rechazada por el Grupo Stern, cuyos comandantes locales estaban en buenos términos con el mukhtar.

## Consecuencias
La operación Najshón expuso la mala organización militar de los grupos paramilitares árabes palestinos. Debido a la falta de logística, en particular los alimentos y las municiones, eran incapaces de mantener combates, a pesar de estar a más de unas pocas horas de distancia de sus bases permanentes.
Frente a estos hechos, el Alto Comité Árabe solicitó a Alan Cunningham permitir el regreso del Mufti Amin al-Husayni, la única persona capaz de corregir la situación. A pesar de obtener el permiso, el Mufti no llegó a Jerusalén. El declive de su prestigio despejó el camino para la expansión de la influencia del Ejército Árabe de Liberación y de Fawzi al-Qawuqji en la zona de Jerusalén.
Entre el 15 y el 20 de abril, tres convoyes, con un total de más de 700 camiones, fueron capaces de llegar a los judíos de Jerusalén. Los árabes, sin embargo, lograron bloquear la carretera inmediatamente después. La Operación Najshón fue, por tanto, seguida por la Operación Harel, e inmediatamente después, por la Operación Yevusi. Otras operaciones en la región de Jerusalén, la Operación Maccabi y la Operación Kilshón, tuvieron lugar en mayo.

## Comunidades árabes palestinas ocupadas durante la operación Najshón
| Nombre           | Población                       | Fecha                     | Defensores                                                         | Brigada                                      | Notas |
| ---------------- | ------------------------------- | ------------------------- | ------------------------------------------------------------------ | -------------------------------------------- | --- |
| al-Qastal        | 90                              | 3–9 de abril              | Árabes palestinos irregulares liderados por Abdelkader al-Husayni. | Palmaj                                       | Primer objetivo de la operación debido a su posición dominante sobre la carretera a Jerusalén. Tomada en la noche del 3 de abril, pero los atacantes se retiraron al día siguiente. Ocuparon brevemente la posición el 8 y finalmente tomaron el control completo sobre el 9. Se demolieron todos los edificios, así también la mezquita. |
| Dayr Muhaysin    | 460                             | 6 de abril                | s/d                                                                | s/d                                          | Los habitantes recibieron la orden de salir y el pueblo fue completamente arrasado. Irregulares palestinos lanzaron varios contraataques y el 9 de abril, el ejército británico ordenó a las fuerzas judías retirarse debido a la amenaza de sus rutas de suministro.                                                                     |
| Khulda           | 280                             | 6 de abril                | Sin resistencia                                                    | Batallón de la Haganá                        | Los atacantes recibieron la orden de abandonar el lugar de parte del ejército británico. Las fuerzas judías arrasaron todos los edificios de la aldea el 20 de abril. |
| Saydun           | 210                             | 6 de abril                | s/d                                                                | s/d                                          | Los aldeanos huyeron. |
| Deir Yassin      | 610                             | 9 de abril                | Pobladores                                                         | Irgún y Leji con la asistencia de la Haganá. | Alrededor de una sexta parte de los habitantes fueron muertos tras ser tomada la aldea. |
| Qalunya          | 1,260 (incluyendo 350 judíos)   | 11 de abril               | s/d                                                                | Palmaj                                       | Tomado en un ataque nocturno. Los aldeanos huyeron al enterarse de los hechos ocurridos en Deir Yassin. Todos los edificios fueron destruidos el 10 y el 11 de abril. |
| Bayt Naqquba     | 240                             | 11 de abril               | s/d                                                                | Palmaj, Haganá                               | Despoblado y demolido poco después de la captura. En 1962, el pueblo de Ein Naqquba fue reconocido; su población consistió principalmente en "refugiados internos" de Bayt Naqquba. |
| Bayt Thul        | 260                             | Después del 11 de abril.  | s/d                                                                | s/d                                          | Cambiado de manos varias veces en los meses siguientes, quedando finalmente bajo control israelí en julio. |
| Saris            | 560                             | 13 de abril               | Sin oposición.                                                     | Haganá, una fuerza de 500 hombres.           | Siete aldeanos, incluyendo a algunas mujeres, murieron en el ataque; el resto fueron expulsados. 25-35 edificios destruidos. |
| Khirbat Bayt Far | 300                             | Primera quincena de abril | s/d                                                                | Haganá                                       | Es posible que fuera capturado en las operaciones posteriores, al final de abril. |
| Dayr Ayub        | 320                             | Primera quincena de abril | s/d                                                                | s/d                                          | Lugar de una emboscada a un convoy judío de Jerusalén el 17 de abril. La aldea quedó despoblada y cambió de manos varias veces durante el verano. |
| Wadi Hunayn      | 3,380 (incluyendo 1,760 judíos) | 17 de abril               | s/d                                                                | Brigada Guivati                              | Es posible que fuera despoblado unas semanas más tarde. |
| Bab el-Wad       |                                 | 11–17 de abril            | s/d                                                                | s/d                                          | Varios edificios permanecen en el inicio del valle que conduce a Jerusalén. Fue atacada el día 11 y capturada el 17. |